# Csehbánya
Csehbánya è un comune dell'Ungheria di 283 abitanti (dati 2001). È situato nella contea di Veszprém.